# Kob Defassa
Kob Defassa (Kobus ellipsiprymnus defassa) – podgatunek koba śniadego z podrodziny kobów, występujący w Afryce północno-wschodniej, centralnej i zachodniej, na sawannie i stepie, trzymając się blisko rzek. Noce spędza w zaroślach i dopiero rano wychodzi na pastwisko, gdzie tworzy stada liczące około 30 sztuk.
Posiada szarobrązową sierść z białymi plamami na zadzie, podgardlu i pysku. Rogi wygięte są łukowato, mają wyraźne pierścienie i występują tylko u samców. Dobrze pływa i zagrożony wskakuje do wody, wystawiając na powierzchnię jedynie nos. Młode samce tworzą grupy, w których hierarchia ustalana jest na podstawie długości rogów i w wyniku pojedynków. Samice żyją samotnie lub tworzą luźne stada. Koby śniade ważą nawet do 150 kg przy około 1–1,2 m wysokości.

## Wielkość
- Masa ciała: do 150 kg.
- Wysokość w kłębie: 1,00–1,20 m.

## Pożywienie
Trawa i zioła.

## Rozmnażanie
Po ciąży trwającej około 274 dni rodzi się jedno młode.

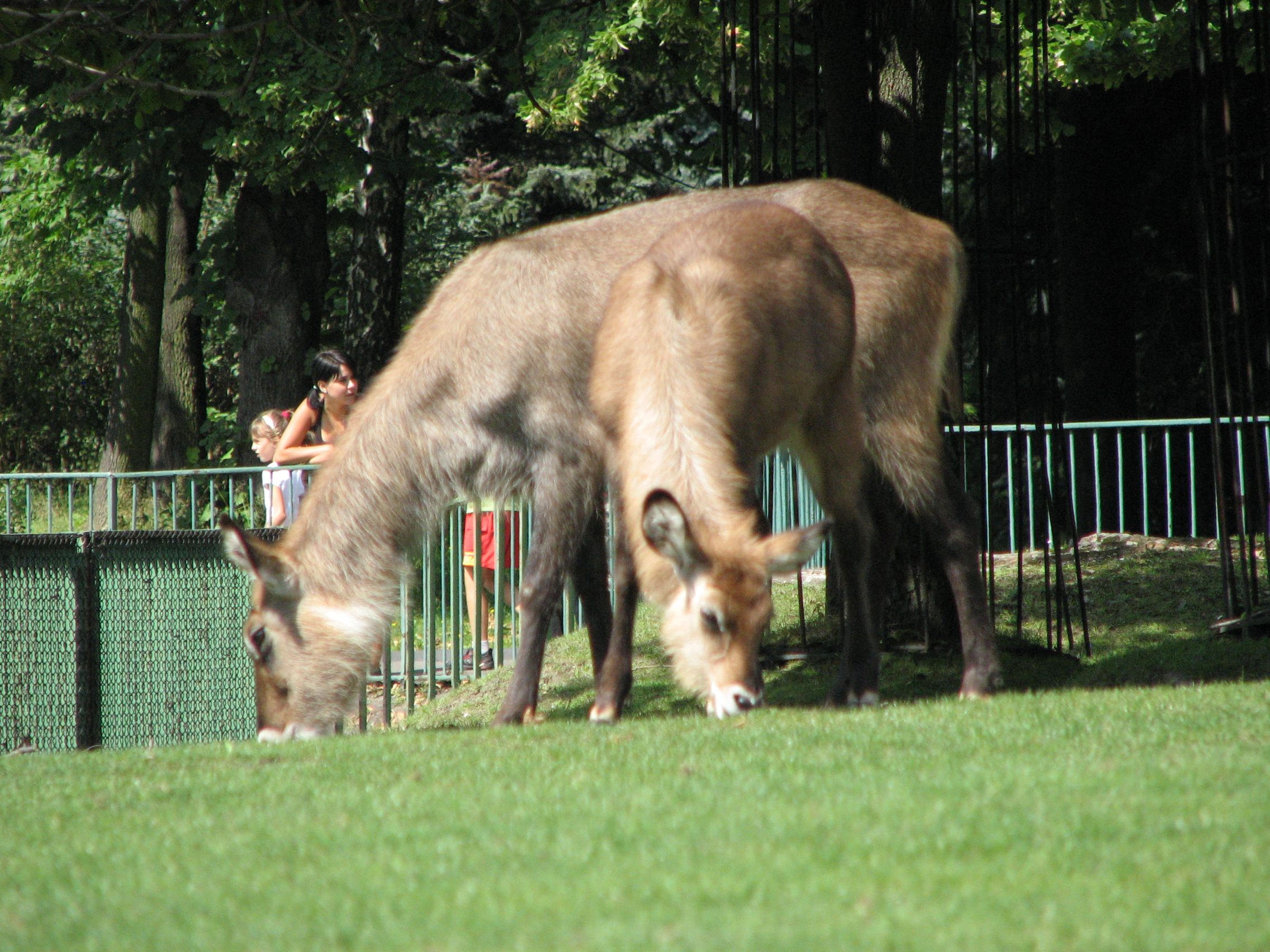
Młode z matką w zoo w Chorzowie